# 2025 no desporto
Nesta página encontram-se os fatos e referências do desporto que acontecerão durante o ano de 2025.

## Resumo
| Data             | Esporte | Anfitrião/Evento | Campeão(ões)  |
| ---------------- | ------- | ---------------- | ------------- |
| 12–26 de janeiro | Tênis   | Australian Open  | Madison Keys  |
| 12–26 de janeiro | Tênis   | Australian Open  | Jannik Sinner |
|                  |         |                  |               |

## Eventos previstos

### Eventos Multidesportivos
- 13 a 23 de janeiro – Universíada de Inverno, em  Turim.[1]
- 11 a 20 de julho – Jogos Pan-Americanos Júnior, em  Assunção.[2]
- 16 a 27 de julho – Universíada de Verão, em  Reno-Ruhr.[3]
- 7 a 17 de agosto – Jogos Mundiais, em  Chengdu.[4]
- 22 de novembro a 7 de dezembro – Jogos Bolivarianos, em  Lima-Aiacucho.[5]
- 9 a 20 de dezembro – Jogos do Sudeste Asiático, na  Tailândia.[6]
- A definir – Jogos Centro-Americanos, em  Puntarenas.[7]
- A definir — Jogos Sul-Americanos da Juventude, em  São Luiz.[8]

### Automobilismo
- 7 de dezembro de 2024 a 27 de julho - Fórmula E.[9]
- 2 de fevereiro a 23 de agosto - NASCAR Cup Series.[10]
  - 31 de agosto a 2 de novembro - Playoffs.[10]

- 28 de fevereiro a 8 de novembro - Campeonato Mundial de Endurance da FIA (FIA WEC).[11]
  - 14 e 15 de junho - 24 Horas de Le Mans.[12]
- 2 de março a 31 de agosto - Fórmula Indy.[13]
  - 25 de maio - 500 Milhas de Indianápolis.[14]
- 16 de março a 7 de dezembro - Fórmula 1.[15]
  - 23 a 25 de maio - GP de Mônaco.[15]
  - 7 a 9 de novembro - GP do Brasil.[15]
- 4 de maio a 14 de dezembro - Stock Car Brasil.[16]

### Basquetebol
- 18 de março a 7 de abril – NCAA March Madness.[17]
- 15 a 18 de abril – Torneio Play-in da NBA.[18]
- 23 a 31 de agosto – Copa América Masculina, na  Nicarágua.[19]

### Ciclismo de Estrada
- 5 a 11 de maio - Volta a Espanha feminino.[20]
- 10 de maio a 1 de junho - Giro d’Italia masculino.[20]
- 5 a 27 de julho - Tour de France masculino.[20]
- 6 a 13 de julho - Giro d’Italia feminino.[20]
- 26 de julho a 3 de agosto - Tour de France feminino.[20]
- 23 de agosto a 14 de setembro - Volta a Espanha masculino.[20]

### Esportes Aquáticos
- 11 de julho a 3 de agosto – Campeonato Mundial de Esportes Aquáticos, em  Singapura.[21]

### Futebol
- 2 a 25 de janeiro - Copa São Paulo de Futebol Júnior [22]
- 18 de fevereiro a 9 de novembro - Copa do Brasil [23]
- 29 de março a 21 de dezembro - Campeonato Brasileiro [24]
- 15 de junho a 13 de julho – Copa do Mundo de Clubes, nos  Estados Unidos.[25]
- 2 a 27 de julho – Campeonato Europeu Feminino, na  Suíça .[26]
- 21 de dezembro a 18 de janeiro de 2026 – Copa Africana de Nações, no  Marrocos.[27]
- 27 de setembro a 19 de outubro – Copa do Mundo Sub-20, no  Chile.[28]
- A anunciar – Copa do Mundo Sub-17, no  Catar.

### Futebol Americano
- 9 de fevereiro - Super Bowl LIX, nos  Estados Unidos.

- A definir – Copa do Mundo, na  Alemanha.[29]

### Futebol de Areia
- 1 a 11 de maio – Copa do Mundo, em  Vitória.[30]

### Futsal
- A definir – Copa do Mundo Feminina, em local a definir.[31]

### Ginástica
- 20 a 24 de agosto – Campeonato Mundial de Ginástica Rítmica, no  Rio de Janeiro.[32]
- 19 a 25 de outubro - Campeonato Mundial de Ginástica Artística, em  Jacarta.[33]

### Golfe
- 13 a 16 de março - The Players Championship, no TPC Sawgrass em  Jacksonville.[34]
- 7 a 13 de abril - Masters, no Augusta National Golf Club em  Augusta.[34]
- 12 a 18 de maio - PGA Championship, no Quail Hollow Club em  Charlotte.[34]
- 12 a 15 de junho - U.S. Open, no Oakmont Country Club em  Oakmont.[34]
- 17 a 20 de julho - The Open Championship, no Royal Portrush Golf Club em  Antrim.[34]

### Handebol
- 14 de janeiro a 2 de fevereiro – Campeonato Mundial Masculino, na  Croácia,  Dinamarca e  Noruega.[35]
- 27 de novembro a 14 de dezembro – Campeonato Mundial Feminino, na  Alemanha e  Países Baixos.[35]

### Maratona
- World Marathon Majors:[36]
  - 2 de março - Maratona de Tóquio.
  - 21 de abril - Maratona de Boston.
  - 27 de abril - Maratona de Londres.
  - 21 de setembro - Maratona de Berlim.
  - 12 de outubro - Maratona de Chicago.
  - 2 de novembro - Maratona de Nova York.
- 6 de abril - Maratona de São Paulo.[36]
- 22 de junho - Maratona do Rio de Janeiro.[36]
- 25 de outubro - Maratona de Lisboa.[36]

### Motovelocidade
- 28 de fevereiro a 16 de novembro - MotoGP.[37]

### Rugby Union
- 31 de janeiro a 15 de março - Six Nations.[38]

- 22 de agosto a 27 de setembro – Copa do Mundo Feminina, na  Inglaterra.[39]

### Surfe
- 27 de janeiro a 8 de fevereiro - Pipeline,  Havaí.[40]
- 15 a 25 de março - MEO Rip Curl Pro Portugal em  Peniche.[40]
- 21 a 29 de junho - Rio Pro em  Saquarema.[40]
- 7 a 16 de agosto - Teahupoo,  Taiti.[40]
- 27 de agosto a 4 de setembro - WSL Finals em  Cloudbreak.[40]

### Tênis
Principais torneios:
- 12 a 26 de janeiro - Australian Open, em  Melbourne.
- 5 a 16 de março - BNP Paribas Open em  Indian Wells.
- 19 a 30 de março - Miami Open em  Miami.
- 6 a 13 de abril - ATP de Monte Carlo em  Mónaco.
- 23 de abril a 4 de maio - ATP de Madrid em  Madrid.
- 7 a 18 de maio - ATP de Roma em  Roma.
- 25 de maio a 8 de junho - Roland Garros, em  Paris.
- 30 de junho a 13 de julho - Wimbledon, em  Londres.
- 27 de julho a 7 de agosto - ATP do Canadá em  Toronto.
- 7 a 18 de agosto - ATP de Cincinnati em  Cincinnati.
- 25 de agosto a 7 de setembro - US Open, em  Nova Iorque.
- 19 a 21 de setembro - Laver Cup em  São Francisco.
- 1 a 12 de outubro - Xangai Masters em  Xangai.
- 27 de outubro a 2 de novembro - Paris Masters em  Paris.
- 18 a 23 de novembro - Copa Davis em  Bolonha.

### Voleibol
- 1 de maio - Final da Superliga Brasileira de Voleibol Feminino de 2024–25 - Série A.[42]
- 4 de maio - Final da Superliga Brasileira de Voleibol Masculino de 2024–25 - Série A.[42]

- 2 de junho a 27 de julho - Liga das Nações Feminina, em  Łódź.
- 9 de junho a 3 de agosto - Liga das Nações Masculina, em  Liampó.
- 25 a 29 de junho - Copa América de Voleibol Masculino, em  Betim.
- 2 a 6 de julho - Copa América de Voleibol Feminino, em  Betim.

- 12 a 28 de setembro – Campeonato Mundial Masculino, nas  Filipinas.[43]
- 22 de agosto a 7 de setembro – Campeonato Mundial Feminino, na  Tailândia

## Fa(c)tos

### Janeiro
- 5 de janeiro - Os  Estados Unidos vencem a United Cup de Tênis.[44]
- 18 de janeiro -  Luana Silva vence o Mundial Júnior da WSL.[45]
- 23 de janeiro - A  França encerra sua participação na Universíada de Inverno com 40 medalhas, sendo 18 de ouro e 8 de prata, e termina em primeiro lugar no quadro de medalhas.[46]
- 25 de janeiro
  -  Madison Keys vence a chave simples feminina do Australian Open.[47]
  - O  São Paulo vence a Copa São Paulo de Futebol Júnior.[48]
- 26 de janeiro
  -  Jannik Sinner vence a chave simples masculina do Australian Open.[49]
  -  Felipe Nasr,  Laurens Vanthoor e  Nick Tandy, com um Porsche 963, vencem as 24 Horas de Daytona.[50]

### Fevereiro
- 1 de fevereiro - O  Flamengo vence a Copa Super 8 de Basquete.[51]
- 2 de fevereiro
  - O  Flamengo vence a Supercopa Rei.[52]
  - A   Dinamarca vence o Campeonato Mundial de Handebol Masculino.[53]
- 7 de fevereiro - A FIFA suspende a FECOFOOT (por violação de estatutos) e a PFF (por interferências externas), e proíbe a participação das seleções de futebol do Congo e do Paquistão em jogos internacionais.[54]
- 8 de fevereiro -  Barron Mamiya[nota 1] e  Tyler Wright vencem o Lexus Pipe Pro de Surfe.[56]
- 9 de fevereiro - O  Philadelphia Eagles vence o Super Bowl LIX.[57]
- 16 de fevereiro -  João Fonseca vence o ATP de Buenos Aires e, aos 18 anos, torna-se o mais jovem tenista brasileiro e sul-americano a  ser campeão de um torneio de nível ATP.[58][59]
- 17 de fevereiro - O  Brasil vence o Campeonato Sul-Americano de Futebol Sub-20.[60]
- 23 de fevereiro - O  Brasil encerra sua participação no Campeonato Sul-Americano de Atletismo em Pista Coberta com 28 medalhas, sendo 14 de ouro e 10 de prata, e termina em primeiro lugar no quadro de medalhas.[61]
- 27 de fevereiro - O  Racing vence a Recopa Sul-Americana.[62]

### Março
- 2 de março
  - O  Brasil vence a Copa América de Futebol de Areia pela quarta vez.[63]
  -  Tadese Takele e  Sutume Kebede vencem a Maratona de Tóquio.[64]
- 15 de março
  - O  Atlético Mineiro vence o Campeonato Mineiro de Futebol.[65]
  - O  CRB vence o Campeonato Alagoano de Futebol.[66]
  - A  França vence o Torneio das Seis Nações de Rugby. [67]
  - O  São Paulo vence a Supercopa do Brasil de Futebol Feminino.[68]
- 16 de março
  - O  Newcastle vence a Copa da Liga Inglesa, seu primeiro título nacional após 70 anos.[69]
  -  Jack Draper e  Mirra Andreeva[nota 2] vencem o BNP Paribas Open.[71]
  - O  Flamengo vence a Copa Libertadores da América Sub-20.[72]
  - O  Internacional vence o Campeonato Gaúcho de Futebol.[73]
  - O  Flamengo vence o Campeonato Carioca de Futebol.[73]
  -  Rory McIlroy vence o The Players Championship.[74]
  -  Lando Norris vence o GP da Austrália de Fórmula 1.[75]
- 22 de março
  - O  Ceará vence o Campeonato Cearense de Futebol.[76]
  - O  Avaí vence o Campeonato Catarinense de Futebol.[77]
- 23 de março
  -  Oscar Piastri vence o GP da China de Fórmula 1.[78]
  - O  Bahia vence o Campeonato Baiano de Futebol.[79]
  -  Yago Dora e  Caroline Marks vencem o MEO Rip Curl Pro Portugal de Surfe.[80]
  - O  México vence a Liga das Nações da CONCACAF pela primeira vez.[81]
  - Os  Estados Unidos encerram sua participação no Campeonato Mundial de Atletismo em Pista Coberta com 16 medalhas, sendo 6 de ouro e 4 de prata, e terminam em primeiro lugar no quadro de medalhas.[82]
- 27 de março - O  Corinthians vence o Campeonato Paulista de Futebol.[83]
- 29 de março
  - O  América de Natal vence o Campeonato Potiguar de Futebol.[84]
  - O  Confiança vence o Campeonato Sergipano de Futebol.[85]
  - O  Operário-PR vence o Campeonato Paranaense de Futebol.[86]
  - O  Piauí vence o Campeonato Piauiense de Futebol.[87]
  - O  Primavera-MT vence o Campeonato Mato-Grossense de Futebol.[88]
  - O  Gama vence o Campeonato Brasiliense de Futebol.[89]
  - O  Independência vence o Campeonato Acreano de Futebol.[90]
  -  Aryna Sabalenka[nota 2] vence a chave simples feminina do Miami Open.[91]
- 30 de março
  - O  Vila Nova vence o Campeonato Goiano de Futebol.[92]
  - O  Sousa vence o Campeonato Paraibano de Futebol.[93]
  -  Jakub Menšik vence a chave simples masculina do Miami Open.[94]

### Abril
- 1 de abril
  - O  Amazonas vence o Campeonato Amazonense de Futebol.[95]
  - O  Rio Branco-ES vence o Campeonato Capixaba de Futebol.[96]
- 2 de abril - O  Sport vence o Campeonato Pernambucano de Futebol.[97]
- 5 de abril
  - O  GAS vence o Campeonato Roraimense de Futebol.[98]
  - O  União Atlético Clube vence o Campeonato Tocantinense de Futebol.[99]
- 6 de abril
  - O  Operário-MS vence o Campeonato Sul-Mato-Grossense de Futebol.[100]
  -  Max Verstappen vence o GP do Japão de Fórmula 1.[101]
  -  Charles Sulle e  Vivian Kiplagat vencem a Maratona de São Paulo.[102]
- 12 de abril - O  Brasil vence o Campeonato Sul-Americano de Futebol Sub-17.[103]
- 13 de abril
  -  Oscar Piastri vence o GP do Bahrein de Fórmula 1.[104]
  -  Rory McIlroy vence o Masters de Golfe e se torna o sexto jogador de golfe a completar o Grand Slam da modalidade.[105]
  -  Carlos Alcaraz vence o ATP de Monte Carlo.[106]
- 16 de abril
  - O  Porto Velho vence o Campeonato Rondoniense de Futebol.[107]
  -  Ju Wenjun vence o Campeonato Mundial Feminino de Xadrez.[108]
- 20 de abril
  -  Oscar Piastri vence o GP da Arábia Saudita de Fórmula 1.[109]
  - Os  Estados Unidos vencem o Campeonato Mundial Feminino de Hóquei no Gelo.[110]
  -  Hugo Calderano vence o Campeonato Mundial de Tênis de Mesa, em Macau, e se torna o primeiro não europeu ou asiático a conquistar o ouro na competição.[111]
- 21 de abril -  John Korir  e  Sharon Lokedi vencem a Maratona de Boston.[112]
- 23 de abril - O  Paysandu vence a Copa Verde de Futebol.[113]
- 27 de abril
  -  Sebastian Sawe e  Tigst Assefa vencem a Maratona de Londres. Assefa quebrou o recorde mundial da maratona feminina, completando a distância em 2h15min50s.[114]
  - O  Brasil encerra sua participação no Campeonato Sul-Americano de Atletismo com 52 medalhas, sendo 20 de ouro e 19 de prata, e termina em primeiro lugar no quadro de medalhas.[115]
  - A  Colômbia vence o Campeonato Pan-Americano de Ciclismo em Estrada.[116]

### Maio
- 1 de maio - O  Osasco Voleibol Clube vence a Superliga Brasileira de Voleibol Feminino.[117]
- 3 de maio - O  Al-Ahli vence a Liga dos Campeões de Elite da AFC de 2024–25.[118]

- 4 de maio
  -  Harry Kane conquista seu primeiro troféu na carreira – o da Bundesliga –  pelo Bayern de Munique, após o Bayer Leverkusen – segundo colocado na tabela – empatar em 2-2 com o Freiburg, em jogo válido pela 32ª rodada do campeonato.[119]
  - O  Sada Cruzeiro Vôlei vence a Superliga Brasileira de Voleibol Masculino.[120]
  -  Oscar Piastri vence o GP de Miami de Fórmula 1.[121]
- 7 de maio - O  Remo vence o Campeonato Paraense de Futebol.[122]
- 10 de maio -  Demi Vollering vence a Volta a Espanha feminina.[123]
- 11 de maio
  - O  Brasil vence a Copa do Mundo FIFA de Futebol de Areia.[124]
  - O  Unicaja Málaga vence a Liga dos Campeões da FIBA de 2024-25.[125]
- 17 de maio
  - O   Trem vence o Campeonato Amapaense de Futebol.[126]
  - O  Maranhão vence o Campeonato Maranhense de Futebol.[126]
- 18 de maio
  -  Scottie Scheffler vence o PGA Championship.[127]
  -  Carlos Alcaraz vence o ATP de Roma.[128]
  -  Max Verstappen vence o GP da Emília-Romanha de Fórmula 1.[129]
- 19 de maio -  Marta é eleita a melhor jogadora da história do futebol feminino pela IFFHS.[130]
- 21 de maio
  - O  Tottenham vence a Liga Europa da UEFA.[131]
  -  Son Heung-min conquista o seu primeiro título oficial na carreira — o da Liga Europa da UEFA.[132]
- 24 de maio - O  Arsenal vence a Liga dos Campeões Feminina da UEFA.[133]
- 25 de maio
  -  Hugo Calderano conquista a medalha de prata na final da Copa do Mundo de Tênis de Mesa, e se torna o primeiro não europeu ou asiático a conquistar o pódio na competição.[134]
  -  Lando Norris vence o GP de Mônaco de Fórmula 1.[135]
  -  Álex Palou vence as 500 Milhas de Indianápolis.[136]
  - O  Fenerbahçe Beko vence a Euroliga de Basquete de 2024-25.[137]
- 28 de maio - O  Chelsea vence a Liga Conferência da UEFA pela primeira vez.[138]
- 31 de maio - O  Paris Saint-Germain vence a Liga dos Campeões da UEFA pela primeira vez.[139]

### Junho
- 1 de junho
  - O  Peñarol vence a Copa Libertadores de Futsal.[140]
  -  Simon Yates vence o Giro d'Italia masculino.[141]
  -  Oscar Piastri vence o GP da Espanha de Fórmula 1.[142]
  - O  Cruz Azul vence a Copa dos Campeões da CONCACAF.[143]
- 7 de junho -  Coco Gauff vence a chaves simples feminina do Torneio de Roland Garros.[144]
- 8 de junho
  -  Carlos Alcaraz vence a chaves simples masculina do Torneio de Roland Garros.[145]
  -  Portugal vence a Liga das Nações da UEFA.[146]
- 15 de junho
  -  George Russell vence o GP do Canadá de Fórmula 1.[147]
  -  J. J. Spaun vence o U.S. Open de golfe.[148]
  -  Robert Kubica,  Ye Yifei e  Philip Hanson, da AF Corse, com uma Ferrari 499P, vencem as 24 Horas de Le Mans.[149]
- 17 de junho - O  Florida Panthers vence as Finais da Copa Stanley e se torna bicampeão da NHL.[150]
- 18 de junho - O  Franca Basquetebol Clube vence o NBB.[151]
- 22 de junho
  - O  Oklahoma City Thunder vence a NBA pela primeira vez.[152]
  -  Joshua Kogo e  Winnie Kimutai vencem a Maratona do Rio de Janeiro.[153]
- 29 de junho
  -  Cole Houshmand e  Molly Picklum vencem o Rio Pro de Surfe.[154]
  - O  Brasil vence a Copa América de Voleibol Masculino.[155]

### Julho
- 6 de julho
  -  Lando Norris vence o GP da Grã-Bretanha de Fórmula 1.[156]
  - O  México vence a Copa Ouro da CONCACAF.[157]
  - A  Argentina vence a Copa América de Voleibol Feminino.[158]
- 12 de julho -  Iga Świątek vence a chave simples feminina do Torneio de Wimbledon.[159]
- 13 de julho
  - O  Chelsea vence o Mundial de Clubes FIFA.[160]
  -  Jannik Sinner vence a chave simples masculina do Torneio de Wimbledon.[161]
  -  Oliver Rowland vence o Campeonato Mundial de Fórmula E de 2024–25.[162]
  -  Elisa Borghini vence o Giro d’Italia feminino.[163]
- 20 de julho -  Scottie Scheffler vence o The Open Championship.[164]
- 26 de julho
  - O   Brasil vence os  Estados Unidos na final do basquete universitário, na Universíada de Verão, e conquista a medalha de ouro após 62 anos.[165]
  - A  Nigéria vence o Campeonato Africano de Futebol Feminino.[166]
- 27 de julho
  - O  Japão termina a Universíada de Verão em primeiro lugar no quadro de medalhas com 79 conquistadas, sendo 34 de ouro, 21 de prata, e 24 de bronze.[167]
  -  Tadej Pogačar vence o Tour de France masculino.[168]
  - A  Itália vence a Liga das Nações de Voleibol Feminino.[169]
  -  Oscar Piastri vence o GP da Bélgica de Fórmula 1.[170]
  - A  Inglaterra vence o Campeonato Europeu de Futebol Feminino.[171]
- 29 de julho -  Divya Deshmukh vence a Copa do Mundo de Xadrez Feminino.[172]

### Agosto
- 2 de agosto - O  Brasil vence a Copa América Feminina de Futebol.[173]
- 3 de agosto
  - A  China termina o Campeonato Mundial de Esportes Aquáticos em primeiro lugar no quadro de medalhas com 37 conquistadas, sendo 15 de ouro, 12 de prata, e 10 de bronze.[174]
  - A   França vence o Campeonato Mundial de Voleibol Masculino Sub-19.[175]
  -  Lando Norris vence o GP da Hungria de Fórmula 1.[176]
  -  Pauline Ferrand-Prévot vence o Tour de France feminino.[177]
- 7 de agosto -  Ben Shelton e  Victoria Mboko vencem ATP do Canadá e WTA do Canadá, respectivamente.[178]
- 13 de agosto - O  Paris Saint-Germain vence a Supercopa da UEFA.[179]
- 16 de agosto -  Fábio, goleiro do Fluminense, chega a 1 390 jogos oficiais na carreira, tornando-se o futebolista com mais jogos disputados na história do futebol, junto com  Peter Shilton.[180]